# Revista de Palafrugell
La Revista de Palafrugell és una publicació d'informació general de periodicitat mensual editada al municipi de Palafrugell, al Baix Empordà, des de l'any 1962. L'escriptor Josep Pla hi va col·laborar. Editada per l'Associació Pou d'en Bonet, la revista té una tirada de 1.500 exemplars i surt a la venda el primer dijous de cada mes. Cóncep Iribarren és l'actual directora de la publicació, que el 2012 celebrava els seus 50 anys d'història.

## Origen
La Revista de Palafrugell va néixer l'any 1962 de la mà del Patronat de l'Escola d'Arts i Oficis. El seu president, Francesc Alsius Granés, i Frederic Martí Carreras, químic de la indústria surera, foren els impulsors de la revista. Des del 1939, al municipi només s'hi publicava el Full Parroquial i un quadernet de Festa Major.
Alsius va convertir-se en l'editor i administrador, però se li va exigir que un periodista professional ocupés la figura de director: temps després es va saber que hauria pogut ser Josep Pla, tot i que a la pràctica el director era Frederic Tapiola. Pla, palafrugellenc, sí que va col·laborar activament amb la revista. Quan va morir Frederic Alsius es va saber que Tapiola era censor per al règim franquista, sense que la redacció ho sabés. En tot cas, Tapiola només escrivia articles de cuina i era l'intermediari dels col·laboradors de la revista.
Amb les crítiques que va rebre la primera publicació de la revista, el 1962, es va organitzar la redacció. Josep Guilló, corresponsal de La Vanguardia i d'El Noticiero, fou nomenat redactor en cap, recomanat per Josep Pla.

## 1962-1977
Amb la jubilació de Josep Guilló, seguida de la seva mort el 1976, la Revista de Palafrugell va començar un procés de renovació per tal d'adaptar-se a la nova societat catalana de finals de la dècada dels setanta.
Nous col·laboradors es van sumar al projecte, i el canvi visible fou el 1975 amb la publicació del número del mes de març, on es feia una enquesta als lectors sobre la revista. Però aquesta nova empenta va començar a decaure cap al novembre del 1975 per discrepàncies sobre el tractament de la crisi de la indústria surera. El desembre del 1976 es va fer palesa aquesta decaiguda amb la sortida de diversos redactors que s'havien sumat al projecte de renovació de la publicació. Un any després, la mort inesperada de Francesc Alsius, fundador de la revista, augurava el final de la publicació. Se li va dedicar un número especial, que fou el penúltim que es publicaria en aquesta etapa.
El 1980 es van publicar dos números d'una nova revista local creada per un grup d'intel·lectuals liderats per Josep Martinell, però la iniciativa no va prosperar. Així, Palafrugell es va quedar sense revista durant tot el període de la Transició espanyola.

## 1992-2007
El 1992, després de 13 anys sense publicar-se, es van reunir un grup de veïns, amb la participació de l'Ajuntament, per tal tornar a editar la publicació. Es va crear l'entitat Associació Cultural del Pou d'en Bonet, editora encara avui de la revista. Es va apostar per mantenir el nom de Revista de Palafrugell, tot i que es va estar a punt de canviar per Pinell o Arjau. Fins al 2002, els directors de la revista foren Jordi Pujol i Cofan, Montserrat Lloveras, Pere Carreras i Toni Lledó.
Aquell any, Paulí Martí fou nomenat nou director i començà un procés de reestructuració de la redacció, dels col·laboradors i del disseny, així com dels processos d'impressió i distribució. Es van reforçar els temes culturals i educatius i es van buscar els reportatges en profunditat que parlessin dels temes del municipi.
El 2007, Paulí Martí va deixar la direcció, i Santi Massaguer el va substituir. Amb l'entrada del nou equip directiu, va començar un redisseny de la publicació, canviant-ne alguns criteris, tant estilístics com informatius i de continguts.

## La revista
Les primeres imatges de la publicació es dediquen a cròniques i reportatges sobre els temes que marquen el dia a dia de Palafrugell. Aquests gèneres van acompanyats de peces d'opinió, humor o algun recull d'opinions de personalitats del municipi sobre el tema que es tracta. A continuació, es dediquen pàgines ja fixades a seccions concretes: política, cultura i esports. El contingut de la revista es complementa amb una entrevista a algun veí del poble que estigui vinculat amb l'actualitat.
D'altra banda, la Revista de Palafrugell també compta amb un espai reservat a l'opinió. El punt de vista de la publicació es plasma a l'editorial, però també es recullen les visions dels col·laboradors fixes i articulistes habituals, així com dels veïns del municipi.
Tots aquestes pàgines són en blanc i negre. Tot allò que els redactors volen publicar en color s'agrupa en unes pàgines determinades sota el títol Suplement gràfic, amb la seva pròpia portada i contraportada, on es recullen els reportatges on predomina la imatge.
Amb el canvi de rumb que va prendre la publicació el 2008, la portada de la revista també va canviar. Ara la capçalera és de color verd i s'usen el blanc i el blau. La lletra ‘'P de Palafrugell té de fons una imatge representativa del context del moment: fulles de tardor, motius nadalencs, temes de Festa Major,... La fotografia de la portada respon al tema principal que tractarà la publicació i s'hi sobreposen els altres titulars que es tractaran.

## Directors
- Frederic Tapiola
- Jordi Pujol i Cofan
- Montse Lloveras
- Pere Carreras
- Toni Lledó
- Paulí Martí
- Santi Massaguer
- Concep Iribarren
- Lluís Poch